# Флориан Алберт
Флориан Алберт (на унгарски: Albert Flórián, роден на 15 септември 1941 г. в Херцегсанто) е унгарски футболист, играл на поста нападател. Той е провъзгласен за най-добър футболист на Европа през 1967 г. и награден със Златната топка.
Алберт изкарва цялата си кариера в един-единствен отбор, а именно унгарския Ференцварош. Той е в тима от 1958 г. до 1974 г. Алберт вкарва 32 гола в 75 срещи за националния отбор на Унгария. Той е един от шестимата голмайстори на Световното първенство по футбол през 1962 г. с по 4 гола.
Умира на 30 октомври 2011 г. в Будапеща.